# كأس فيد 2003
كأس فيد 2003 (بالإنجليزية: 2003 Fed Cup)‏ هو الموسم 41 من  كأس فيد. أقيم خلال الفترة 21 أبريل 2003 وحتى 23 نوفمبر 2003، وفاز فيه منتخب فرنسا لكأس فيد.